# Бинали Йълдъръм
Бинали Йълдъръм (на турски: Binali Yıldırım) е турски политик, последен министър-председател на Турция от 24 май 2016 до 9 юли 2018 г.

## Биография
Йълдъръм е роден на 20 декември 1955 г. в гр. Рефахие, Турция. Лидер е на управляващата партия на справедливостта и развитието.